# Planejamento tático
O Planeamento tático (português europeu) ou Planejamento tático (português brasileiro) é o planejamento realizado no nível intermediário da organização e ocupa-se, entre outras coisas, com a alocação de recursos. Integra a estrutura da organização para fazer frente aos desafios estratégicos, desdobrando os objetivos institucionais em objetivos departamentais. 